# Volta ao Algarve 2004
La Volta ao Algarve 2004, trentesima edizione della corsa, si svolse dal 18 al 22 febbraio su un percorso di 709 km ripartiti in 5 tappe, con partenza a Albufeira e arrivo a Malhão. Fu vinta dallo statunitense Floyd Landis della US Postal Service davanti al colombiano Víctor Hugo Peña e al portoghese Cândido Barbosa.

## Tappe
| Tappa  | Data        | Percorso                                                                    | km    | Vincitore di tappa     | Leader cl. generale |
| ------ | ----------- | --------------------------------------------------------------------------- | ----- | ---------------------- | ------------------- |
| 1ª     | 18 febbraio | Albufeira > Albufeira                                                       | 145   | Alberto Benito         | Alberto Benito      |
| 2ª     | 19 febbraio | Castro Marim > Portimão                                                     | 182   | Cândido Barbosa        | Cândido Barbosa     |
| 3ª     | 20 febbraio | Lagoa > Lagos                                                               | 180   | Martin Garrido Mayorga | Cândido Barbosa     |
| 4ª     | 21 febbraio | Vila Real de Santo António > Vila Real de Santo António (cron. individuale) | 24    | Lance Armstrong        | Lance Armstrong     |
| 5ª     | 22 febbraio | Parque Das Cidades > Malhão                                                 | 178,5 | Floyd Landis           | Floyd Landis        |
| Totale | Totale      | Totale                                                                      | 709   |                        |                     |

## Dettagli delle tappe

### 1ª tappa
- 18 febbraio: Albufeira > Albufeira – 145 km

| Pos. | Corridore       | Squadra       | Tempo    |
| ---- | --------------- | ------------- | -------- |
| 1    | Alberto Benito  | Antarte       | 3h27'50" |
| 2    | Cândido Barbosa | L.A. Pecol    | s.t.     |
| 3    | Ángel Edo       | Milaneza Maia | s.t.     |

| Pos. | Corridore              | Squadra    | Tempo    |
| ---- | ---------------------- | ---------- | -------- |
| 1    | Alberto Benito         | Antarte    | 3h27'40" |
| 2    | Cândido Barbosa        | L.A. Pecol | a 4"     |
| 3    | Jordi Berenguer Ferrer | Beppi      | a 5"     |

### 2ª tappa
- 19 febbraio: Castro Marim > Portimão – 182 km

| Pos. | Corridore       | Squadra    | Tempo    |
| ---- | --------------- | ---------- | -------- |
| 1    | Cândido Barbosa | L.A. Pecol | 4h46'13" |
| 2    | Alberto Benito  | Antarte    | s.t.     |
| 3    | Stuart O'Grady  | Cofidis    | s.t.     |

| Pos. | Corridore       | Squadra    | Tempo    |
| ---- | --------------- | ---------- | -------- |
| 1    | Cândido Barbosa | L.A. Pecol | 8h13'44" |
| 2    | Alberto Benito  | Antarte    | a 3"     |
| 3    | Stuart O'Grady  | Cofidis    | a 13"    |

### 3ª tappa
- 20 febbraio: Lagoa > Lagos – 180 km

| Pos. | Corridore              | Squadra     | Tempo    |
| ---- | ---------------------- | ----------- | -------- |
| 1    | Martin Garrido Mayorga | Barbot-Gaia | 4h36'59" |
| 2    | Stuart O'Grady         | Cofidis     | s.t.     |
| 3    | Cândido Barbosa        | L.A. Pecol  | s.t.     |

| Pos. | Corridore       | Squadra    | Tempo     |
| ---- | --------------- | ---------- | --------- |
| 1    | Cândido Barbosa | L.A. Pecol | 12h50'37" |
| 2    | Alberto Benito  | Antarte    | a 9"      |
| 3    | Stuart O'Grady  | Cofidis    | a 13"     |

### 4ª tappa
- 21 febbraio: Vila Real de Santo António > Vila Real de Santo António (cron. individuale) – 24 km

| Pos. | Corridore        | Squadra   | Tempo  |
| ---- | ---------------- | --------- | ------ |
| 1    | Lance Armstrong  | US Postal | 31'53" |
| 2    | Floyd Landis     | US Postal | a 1"   |
| 3    | Víctor Hugo Peña | US Postal | a 12"  |

| Pos. | Corridore        | Squadra   | Tempo     |
| ---- | ---------------- | --------- | --------- |
| 1    | Lance Armstrong  | US Postal | 13h22'55" |
| 2    | Floyd Landis     | US Postal | a 1"      |
| 3    | Víctor Hugo Peña | US Postal | a 12"     |

### 5ª tappa
- 22 febbraio: Parque Das Cidades > Malhão – 178,5 km

| Pos. | Corridore       | Squadra    | Tempo    |
| ---- | --------------- | ---------- | -------- |
| 1    | Floyd Landis    | US Postal  | 4h40'18" |
| 2    | Peter Farazijn  | Cofidis    | a 5"     |
| 3    | Cândido Barbosa | L.A. Pecol | s.t.     |

| Pos. | Corridore        | Squadra    | Tempo     |
| ---- | ---------------- | ---------- | --------- |
| 1    | Floyd Landis     | US Postal  | 18h03'04" |
| 2    | Víctor Hugo Peña | US Postal  | a 26"     |
| 3    | Cândido Barbosa  | L.A. Pecol | a 45"     |

## Classifiche finali

### Classifica generale
| Pos. | Corridore                    | Squadra           | Tempo     |
| ---- | ---------------------------- | ----------------- | --------- |
| 1    | Floyd Landis                 | US Postal Service | 18h03'04" |
| 2    | Víctor Hugo Peña             | US Postal Service | a 26"     |
| 3    | Cândido Barbosa              | L.A. Pecol        | a 45"     |
| 4    | Thomas Dekker                | Rabobank TT3      | a 52"     |
| 5    | Lance Armstrong              | US Postal Service | a 1'11"   |
| 6    | Pedro Miguel Lopes Goncalves | L.A. Pecol        | a 1'32"   |
| 7    | Joost Posthuma               | Rabobank          | a 1'34"   |
| 8    | Jimmy Engoulvent             | Cofidis           | a 1'35"   |
| 9    | David Bernabéu               | Milaneza Maia     | a 1'41"   |
| 10   | Martin Garrido Mayorga       | Barbot-Gaia       | a 1'43"   |